# 穆罕默德·阿梅爾
穆罕默德·阿梅爾（Mohamed Amer，1997年12月18日—）是一名埃及擊劍運動員，主攻軍刀項目。他曾獲得非洲擊劍錦標賽男子個人軍刀冠軍。

## 外部連結
- FIE （页面存档备份，存于）